# Groot nagelkruid
Groot nagelkruid (Geum macrophyllum) is een kruidachtige, overblijvende plant uit de rozenfamilie (Rosaceae). De soort komt van nature voor in Noord Amerika.  Het aantal chromosomen is 2n = 42.
De plant wordt 60-120 cm hoog en heeft behaarde stengels. De onevengeveerde, 10-45 cm lange grondbladeren hebben 4-8, kleine, smalle blaadjes en een groot, hart- of niervormig, gelobd topblad. Het 2–12 cm grote stengelblad is drietallig en de blaadjes hebben een getande bladrand. De middelste blaadjes van de stengelbladeren zijn breed eirond en afgerond. De steunblaadjes zijn 5-15 mm lang.
Groot nagelkruid bloeit vanaf mei tot in september met gele, rechtopstaande bloemen met groene, teruggeslagen, 3-5 mm lange kelkbladen. Het omgekeerd eironde kroonblad is 3-7 mm lang. 
De bloembodem is kort witachtig behaard. Op de stijl zitten klierharen. De bloeiwijze bevat 3-16 bloemen.
Het vruchthoofdje bevat 120-200 vruchtjes. De vrucht is een 2-3,5 mm lange dopvrucht. De 2,5-6 mm lange snavel staat in een knik ten opzichte van de onderzijde van de vrucht.

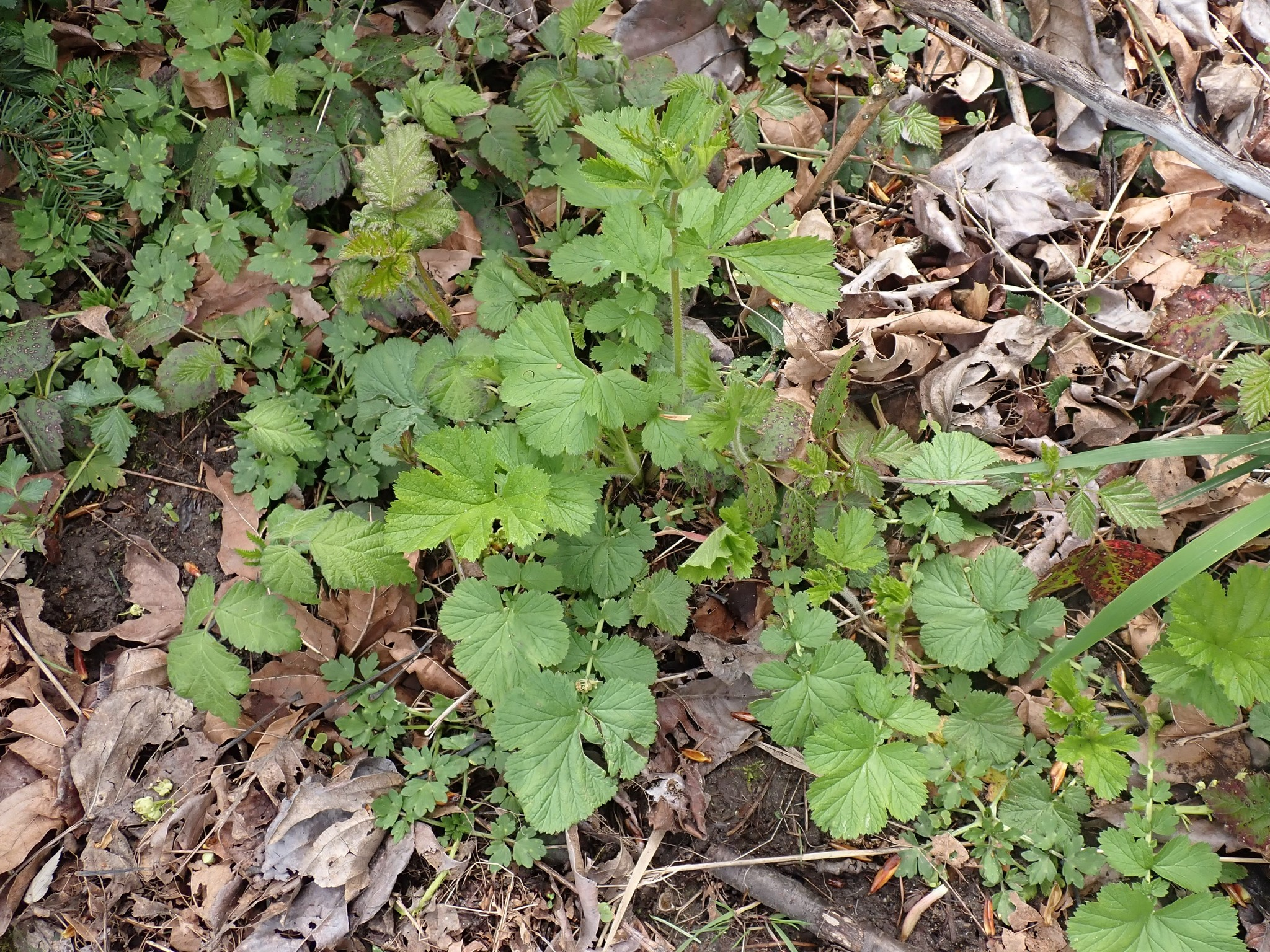
Plant
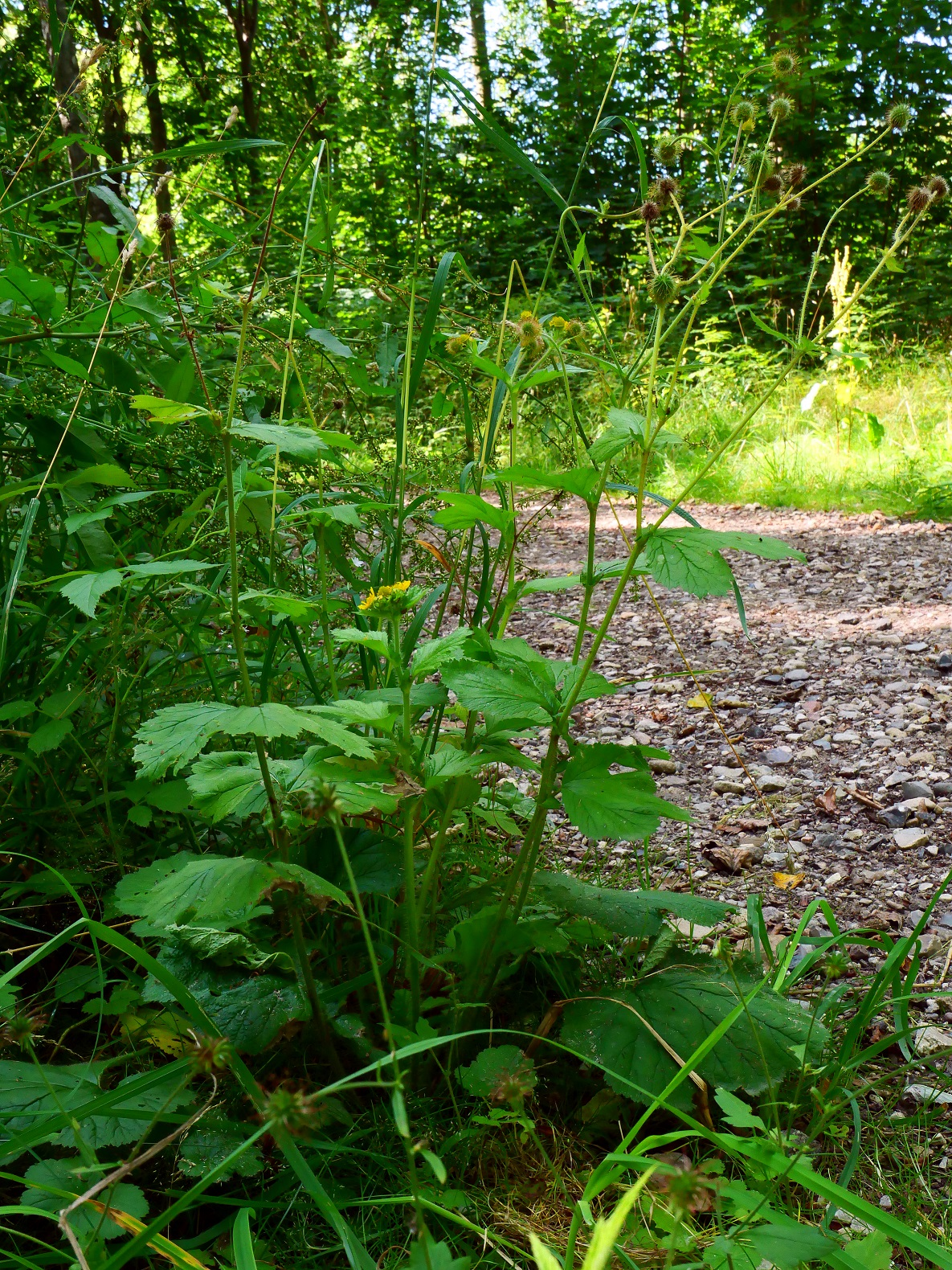
Plant
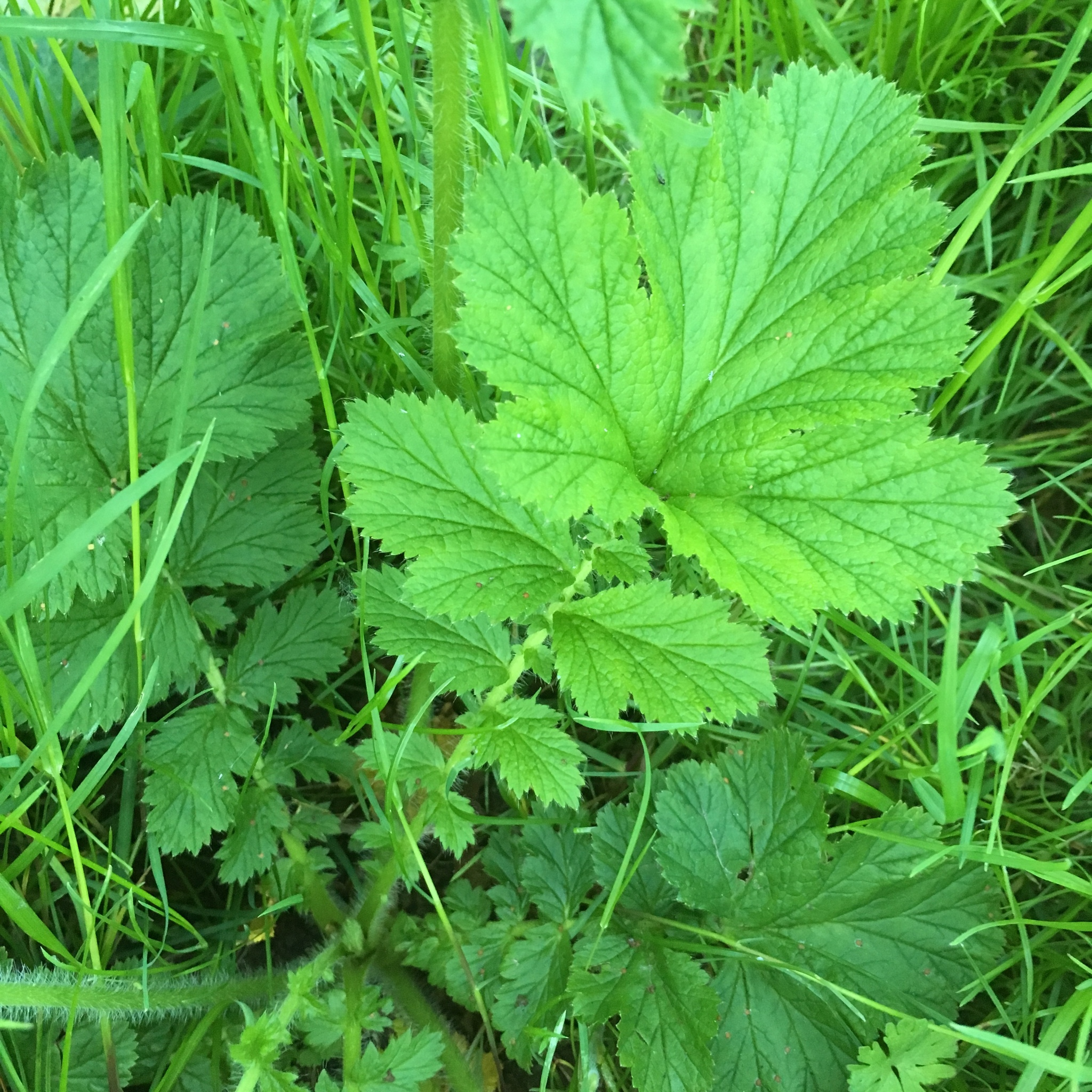
Grondblad
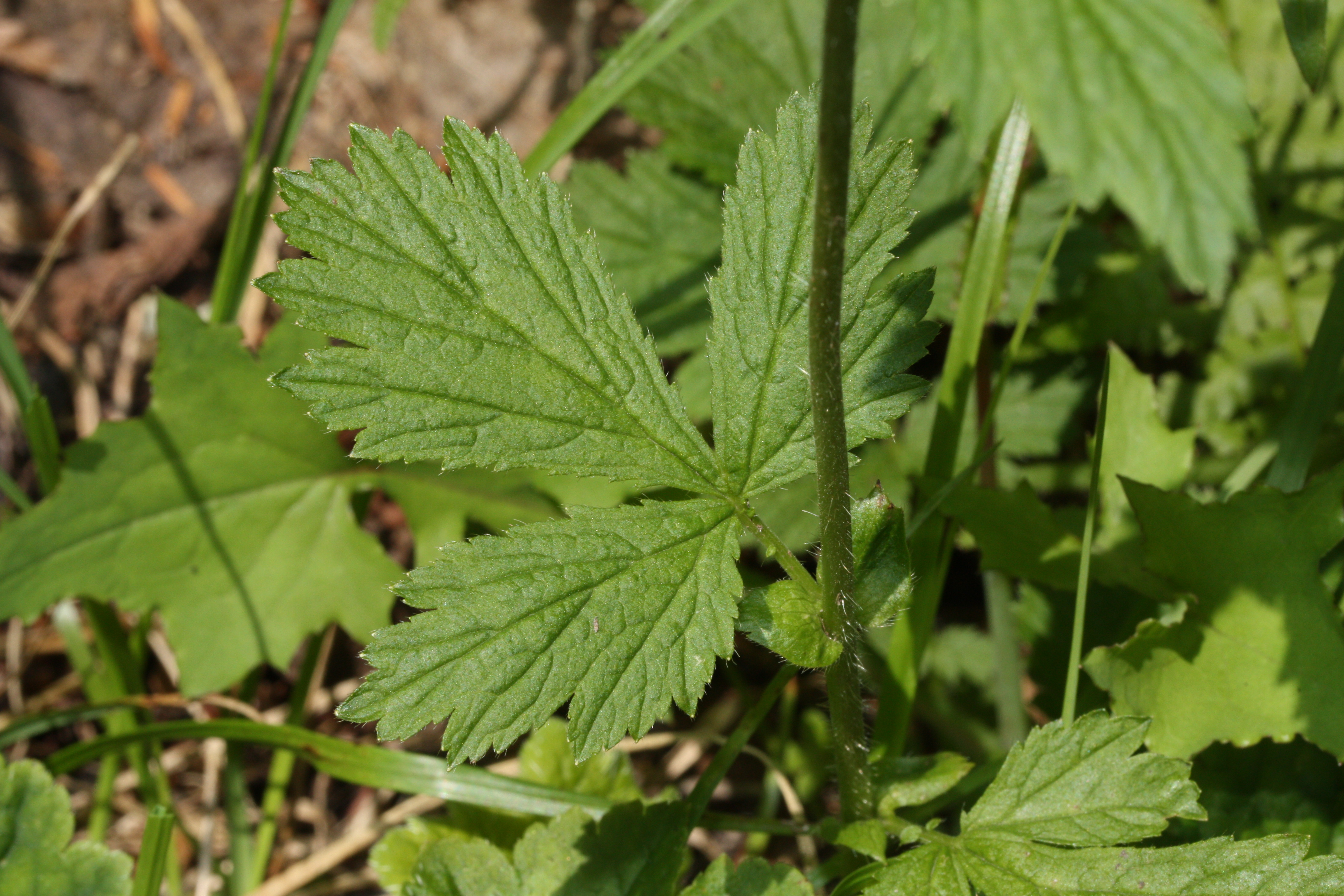
Stengelblad
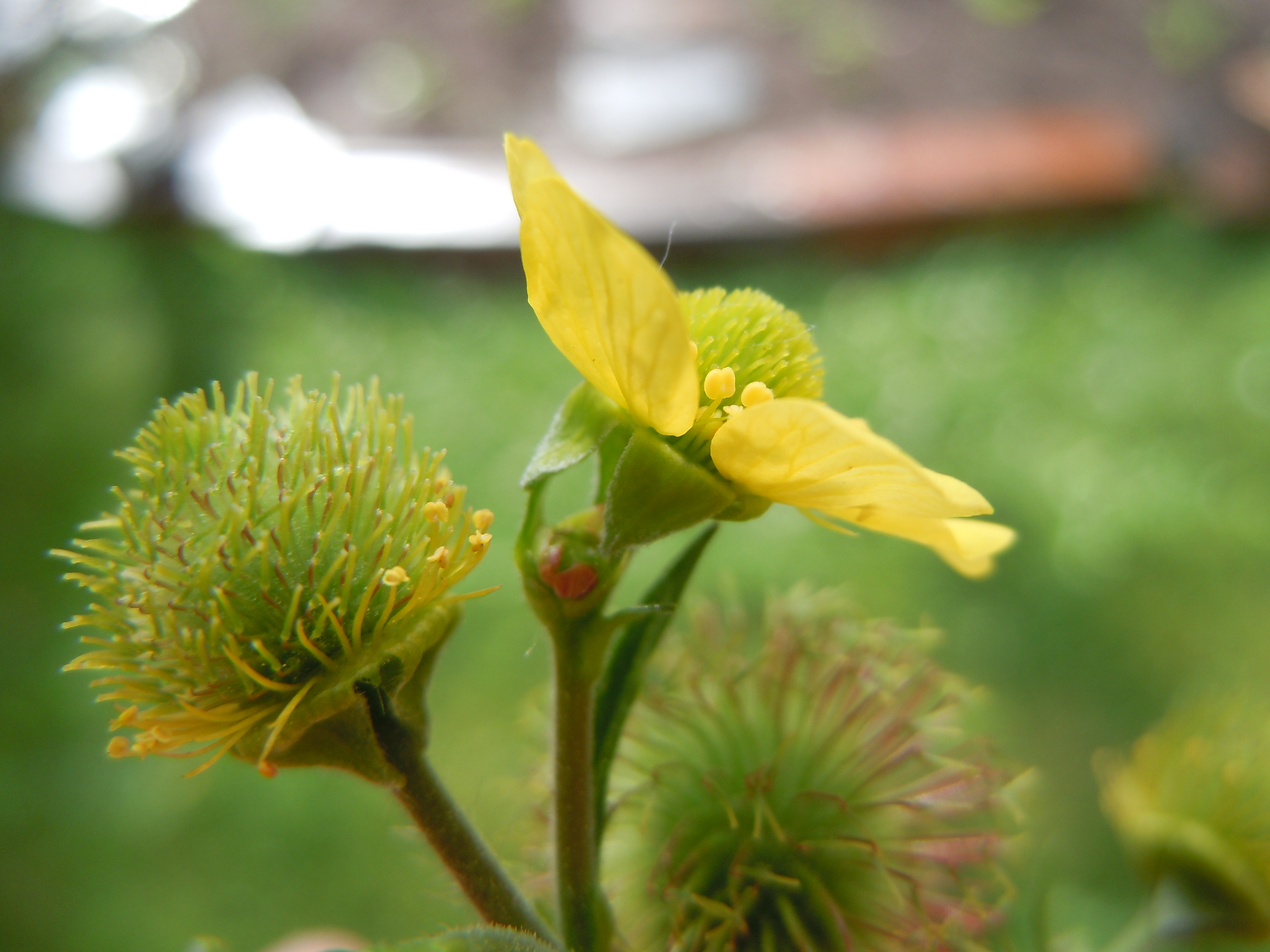
Bloem met teruggeslagen kelkbladen
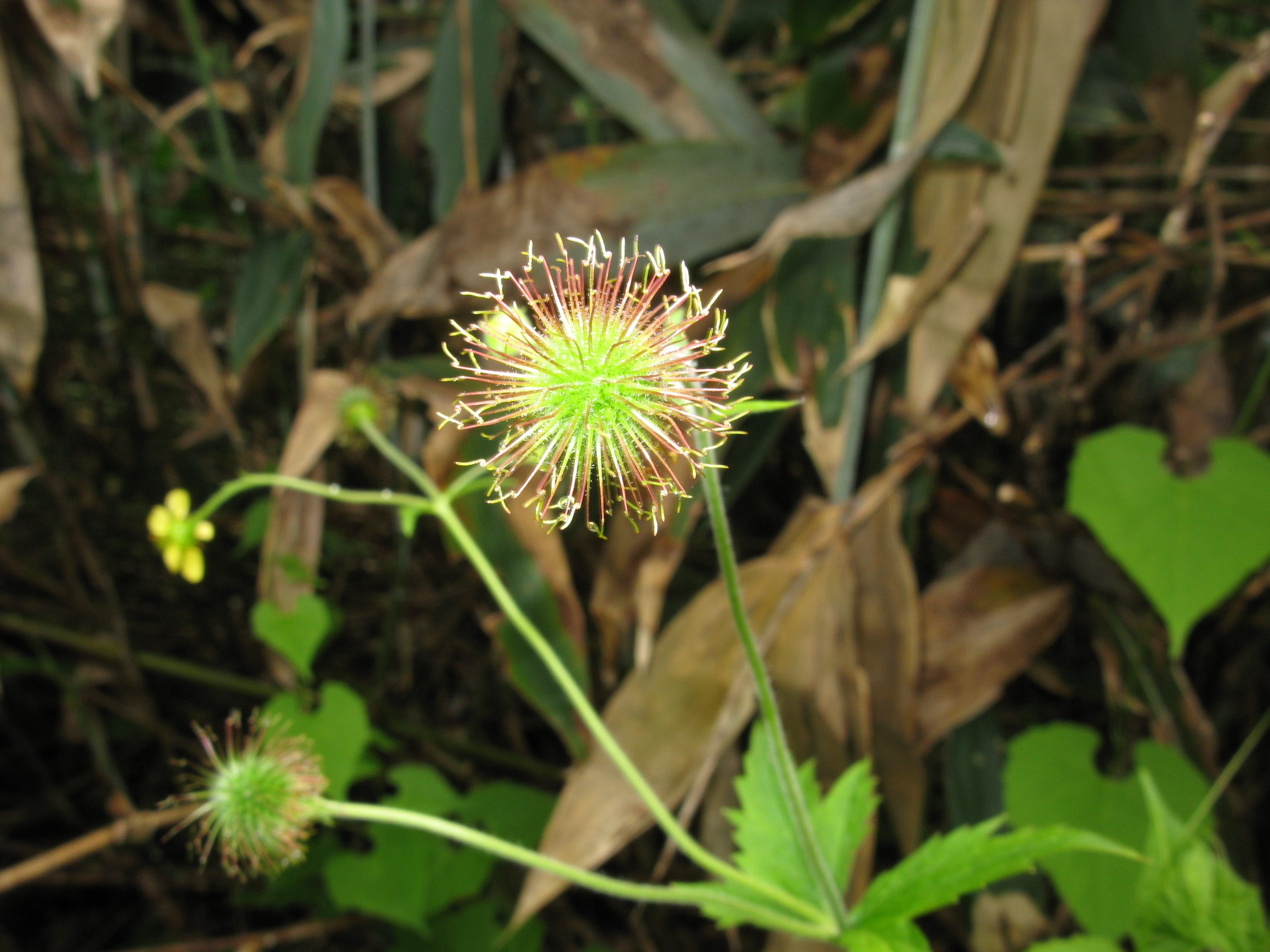
Stijlen met klierharen
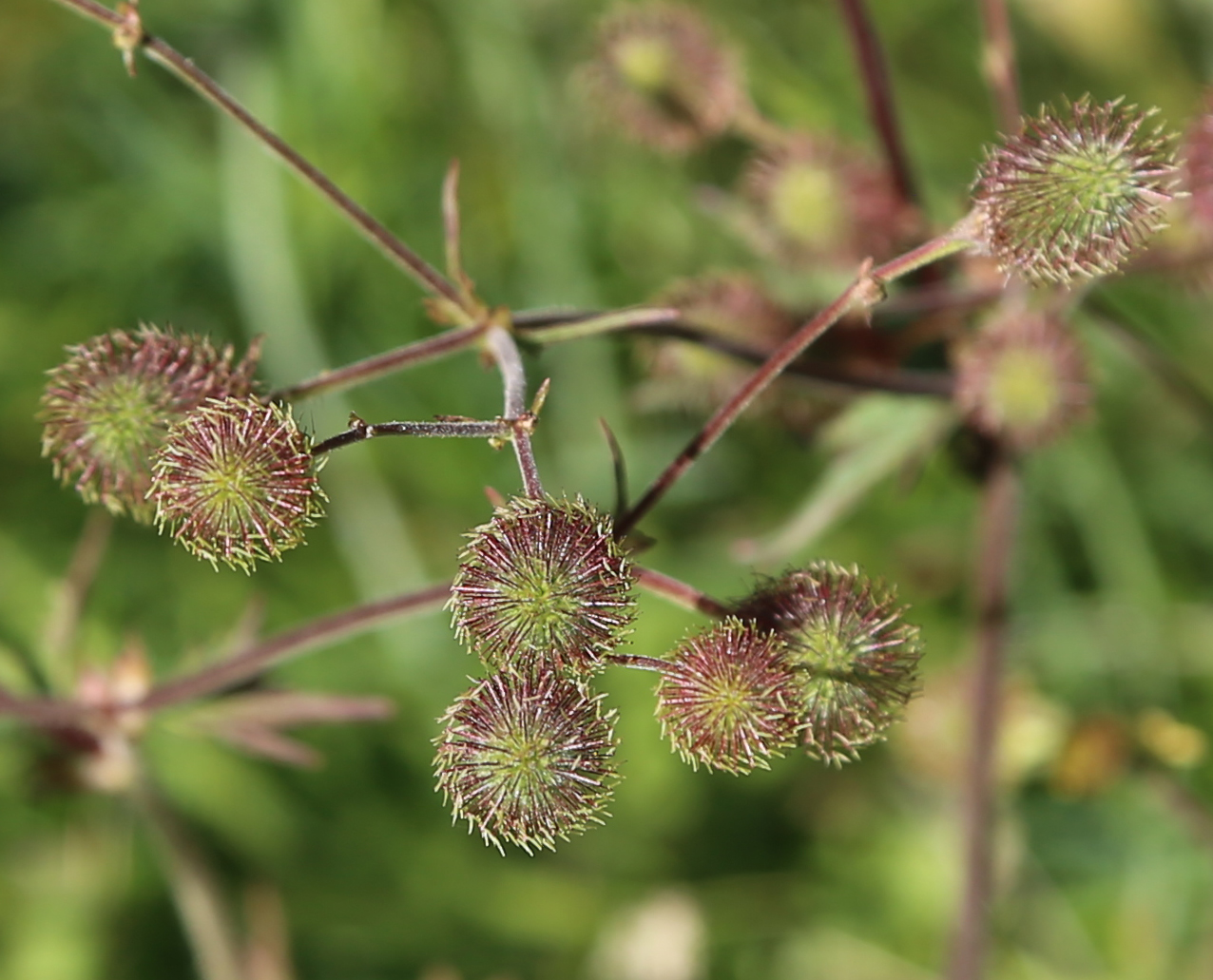
Vruchthoofdjes
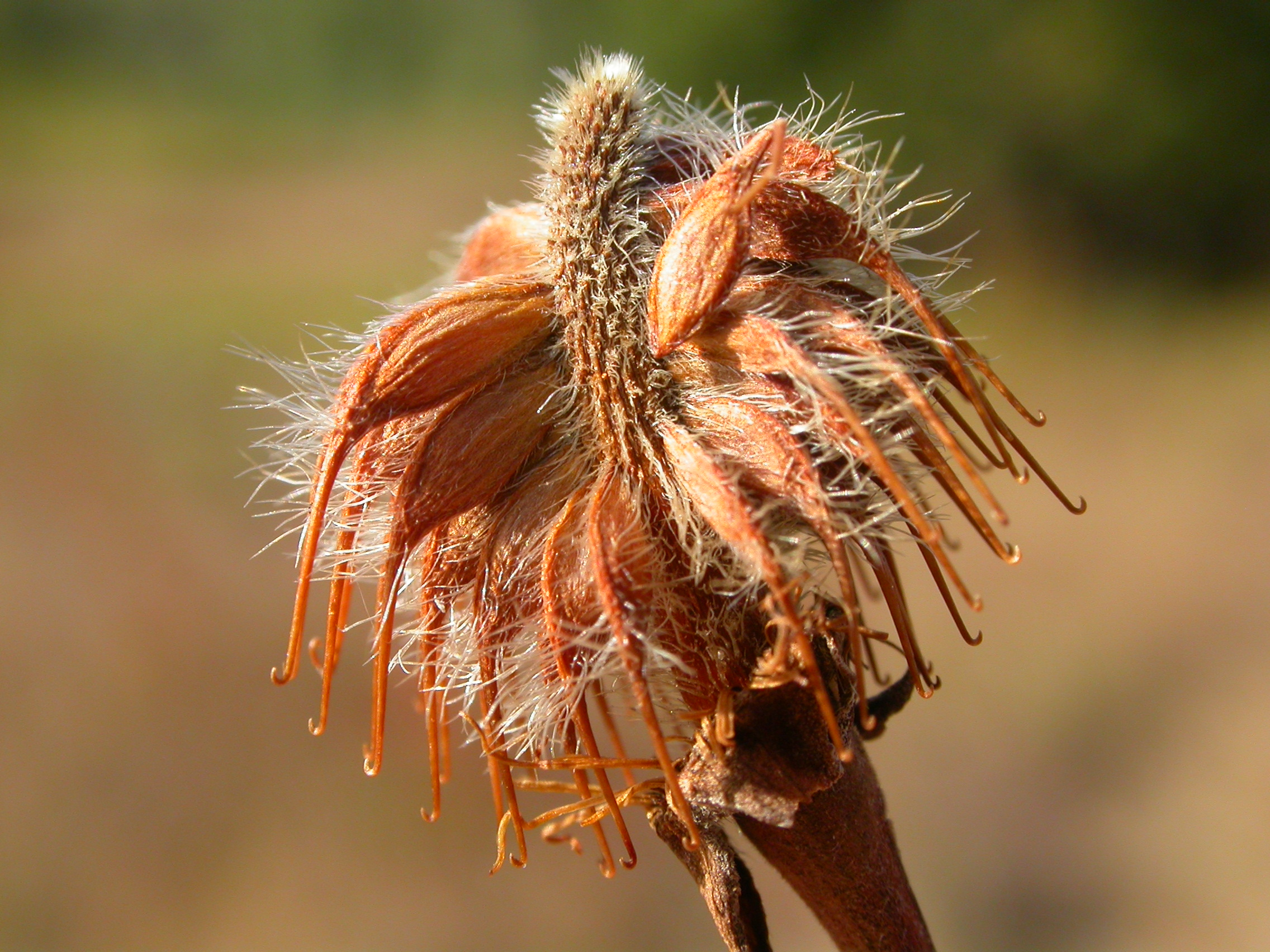
Vruchten

Groot nagelkruid is een overblijvende plant op enigszins beschaduwde, vochthoudende, voedselrijke grond. Ze groeit langs paden en randen van bossen en in schaduwrijke parken. Groot nagelkruid komt oorspronkelijk uit Noord Amerika, is in de jaren negentig in Nederland ingeburgerd geraakt en breidt zich sindsdien sterk uit. Groot nagelkruid is verspreid over het land aangetroffen, maar is in het westelijk deel van Nederland nog zeldzaam. Een concentratie van vindplaatsen bevindt zich in het Noordoostelijke deel van Nederland, in de omgeving waar voor het eerst verwildering is geconstateerd. Groot nagelkruid wordt wel verward met geel nagelkruid. Hiervan onderscheidt ze zich door de tijdens de bloei al teruggeslagen kelkbladen, de aanwezigheid van klierharen op de stijl en het grotere aantal vruchten in de vruchthoofdjes. De vorm van de eindlob van de bladeren is een minder goed kenmerk.